# Raymond Radiguet

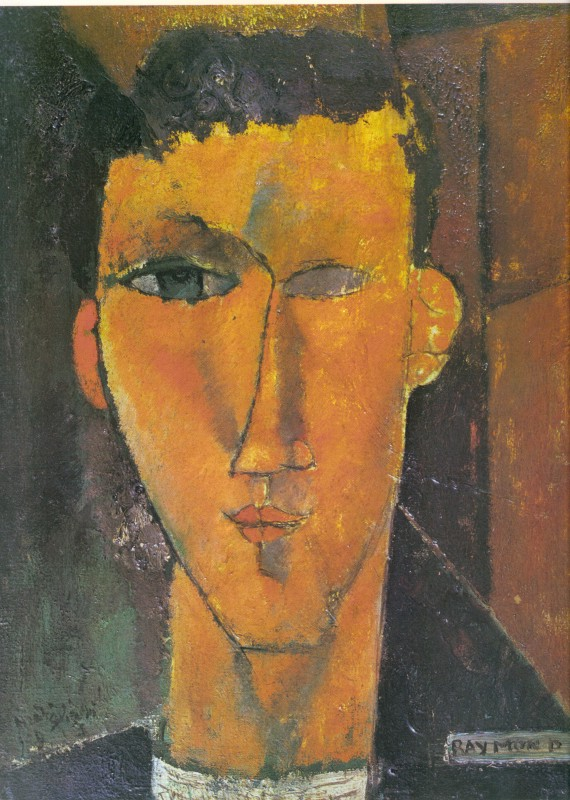
„Raymond Radiguet“, Porträt von Amedeo Modigliani, 1915, Privatsammlung

Raymond Radiguet (* 18. Juni 1903 in Saint-Maur-des-Fossés; † 12. Dezember 1923 in Paris) war ein französischer Schriftsteller, Dichter und Journalist. Er betätigte sich unter anderem als Librettist und Dramatiker.

## Leben
Raymond Radiguet, Sohn des Zeichners Maurice Radiguet, war der Älteste von sieben Geschwistern. Nach dem Besuch der Grundschule besuchte er das renommierte Pariser Lycée Charlemagne. Er war ein mittelmäßiger Schüler, las aber mit Begeisterung die französischen Werke des 17. und 18. Jahrhunderts (insbesondere Die Prinzessin von Clèves von Madame de Lafayette), später Stendhal, Proust und die Gedichte von Verlaine, Mallarmé, Rimbaud und Lautréamont.
Als Fünfzehnjähriger brach er die Schule ab, um sich dem Journalismus zu widmen. Er schloss Freundschaft mit den Schriftstellern und Dichtern André Salmon, Max Jacob, Pierre Reverdy und seinem späteren Verleger François Bernouard, machte die Bekanntschaft der Maler Juan Gris, Picasso und Modigliani und verkehrte mit jungen Komponisten wie Milhaud, Georges Auric, Francis Poulenc und Arthur Honegger. Unter dem Pseudonym „Rajiky“ schrieb er mehrere Märchen in der noch jungen Zeitung Canard enchaîné.
1918 lernte er Jean Cocteau kennen, der sein Talent erkannte, ihn ermutigte und förderte, und ihm half, seine Gedichte in Avantgarde-Revuen wie Sic und Littérature herauszugeben. Im Mai 1920 gründeten die beiden inzwischen unzertrennlichen Freunde die Revue Le Coq, für die sie unter anderen den Komponisten Georges Auric, den Maler Roger de la Fresnaye, den Schriftsteller Paul Morand und den rumänischen Dadaisten Tristan Tzara als Mitarbeiter gewannen.
Im September 1921 vollendete Raymond Radiguet den Roman Den Teufel im Leib (Le Diable au corps). Er schildert darin die Liebe zwischen einem 15-jährigen Teenager und einer 18-jährigen verheirateten jungen Frau, deren Mann als Soldat im Weltkrieg kämpft. Die Radikalität fällt auf, mit der vom Autor und Ich-Erzähler diese eigentlich unmögliche Liebe beschrieben wird, die sich ausdrücklich über alle damals geltenden moralischen Bedenken hinweg setzt. Die Sprengkraft des Werks liegt in der Handlung, aber auch im moralischen Standpunkt, den Radiguet vertritt: „Ich werde mir viele Vorwürfe einhandeln. Aber was kann ich dafür? Ist es meine Schuld, dass ich ein paar Monate vor Kriegsbeginn zwölf wurde?“, lauten die ersten Sätze des Werks.
Bernard Grasset lancierte das Werk 1923 durch eine spektakuläre Werbekampagne („Das erste Buch eines 17-jährigen Romanciers“), die von der Kritik als Geschmacklosigkeit gewertet wurde und spöttische sowie feindliche Bemerkungen auslöste. Nachdem der Roman erschienen war, konnte Radiguet jedoch die Glückwünsche anerkannter Literaten wie Paul Valéry, René Benjamin (Prix Goncourt 1919), Henri Massis (Redakteur der Revue Universelle) und Max Jacob entgegennehmen.
Raymond Radiguet starb kurze Zeit später am 12. Dezember 1923 im Alter von 20 Jahren an Typhus. Jean Cocteau, der ihm Beistand leistete, schrieb seine letzten Worte im Vorwort des postum erschienenen Romans Der Ball des Grafen von Orgel (Le bal du comte d’Orgel) nieder. Beigesetzt wurde Radiguet auf dem Pariser Friedhof Père-Lachaise.

## Werk
- Der Gedichtband Les Joues en Feu wurde 1920 von François Bernouard herausgegeben.
- Der Roman Den Teufel im Leib (Le diable au corps, 1923) ist die weitgehend autobiografische Geschichte einer leidenschaftlichen Liebe zwischen einem 15-jährigen frühreifen Schüler (dem Ich-Erzähler) und einer 18-jährigen Soldatenbraut und späteren Soldatenfrau, die sich langweilt, während ihr Verlobter bzw. Mann im Krieg ist und die sich nach der Hochzeit verführen lässt. Das Verhältnis endet mit der Heimkehr des Soldaten nach dem Kriegsende. Der Roman schließt mit der Geburt eines Kindes und dem Tod der jungen Mutter. Das Werk war zunächst ein Skandalerfolg, wurde ständig nachgedruckt und wird auch heute noch mit Interesse gelesen.[3] Er wurde mehrmals verfilmt (1946, 1970, 1986 mit Maruschka Detmers, 1989 und 1990).
- Der Ball des Comte d’Orgel (Le Bal du comte d'Orgel), der zweite, postum publizierte Roman Radiguets, erreichte geringere Verbreitung.[3]
- Die gesammelten Werke (Œuvres complètes de Raymond Radiguet) erschienen 1993 in Paris (Editions Stock).
- Vers libres, 1926 (postum)
- 2012 brachten Chloé Radiguet und Julien Cendres innerhalb einer Gesamtausgabe der Werke Radiguets einen Band mit 140 Briefen Radiguets heraus. Adressaten sind Literaten, Künstler und Musiker des Paris der 1920er Jahre, darunter die Autoren Guillaume Apollinaire, Louis Aragon, André Breton, Jean Cocteau, Max Jacob, Tristan Tzara, die Maler und Bildhauer Constantin Brancusi, Juan Gris, Valentine und Jean Hug, die Komponisten Georges Auric und Francis Poulenc, die Verleger Pierre Albert-Birot, Gaston Gallimard, Bernard Grasset und sein Mäzen Jacques Doucet.[4]

## Verfilmungen
- 1947: Stürmische Jugend (Le Diable au Corps) – Regie: Claude Autant-Lara
- 1970: Der Ball des Comte d’Orgel (Le bal du Comte d’Orgel) – Regie: Marc Allégret
- 1985: Den Teufel im Leib (Devil in the Flesh) – Regie: Scott Murray
- 1986: Teufel im Leib – Regie: Marco Bellocchio
- 1990: Le diable au corps (Fernsehfilm) – Regie: Gérard Vergez